# Gabriel Aubry
Gabriel Eugène Aubry, lepiej znany jako Gabriel Aubry (ur. 4 stycznia 1976 roku w Montrealu) – francusko-kanadyjski model.

## Życiorys

### Wczesne lata
Urodził się w Montrealu, w prowincji Quebec jako syn Gérarda Aubry. Rozpoczynał karierę w branży mody na początku lat 90., gdy spotkał w klubie nocnym w rodzinnym Montrealu stylistę, który zaproponował mu współpracę. 

### Kariera
Przez kilka lat przyjmował małe zlecenia, aż w 2000 wystąpił w kampanii DKNY (Donna Karan New York). Podbił świat mody podczas kampanii marki Hugo Boss, w której występował razem z Amber Valletty. Z każdym rokiem napływały kolejne propozycje kontraktów; Massimo Dutti (2003), Espirit (2004) i Express (2005). W międzyczasie występował w reklamach Tommy’ego Hilfigera i Levi’s. Pracował dla agencji Beatrice Model w Mediolanie i Wilhelmina Models w Nowym Jorku. Był twarzą kampanii promującej kolekcję Calvina Kleina (2006) u boku Doutzen Kroes oraz jesiennej kampanii Calvin Klein White Label (2007) z Małgosią Belą. Na początku 2008 pojawił się w reklamie Macy’s. Był na okładce „L’Uomo Vogue”. Został wymieniony na liście „Najpiękniejsze osoby” magazynu „People”. W 2012 był jednym z najlepiej zarabiających modeli w branży.

## Życie prywatne
Podczas zdjęć jesiennej kolekcji Versace w listopadzie 2005 poznał aktorkę Halle Berry. Mają córkę Nahlę Ariel (ur. 16 marca 2008 roku o godz. 10:17 w szpitalu Cedars-Sinai Medical Center w Los Angeles). 30 kwietnia 2010 r. doszło do separacji. W 2010 spotykał się z modelką Kim Kardashian.
22 listopada 2012 Gabriel Aubry przyszedł do domu Halle Berry, by zobaczyć się ze swoją córką Nahlą, choć miał ograniczone prawa rodzicielskie. Jego nachalne zachowanie nie spodobało się ówczesnemu partnerowi Olivierowi Martinezowi i doszło do rękoczynów. Aubry znalazł się w areszcie, wyszedł po wpłaceniu 20 tys. dolarów kaucji.